# Championnat de Belgique de football de cinquième division
En Belgique, la division 5 est appelée Division 3. Elle constitue le cinquième niveau national du football belge. Elle est constituée de 4 séries (deux néerlandophones et deux francophones/germanophones).
Ce niveau se situe entre la Division 2 et les séries provinciales. Les quatre séries ont la même valeur administrative.
Ce niveau de compétition est créé à la suite de la réforme votée le 15 juin 2015 par la "Commission Nationale d'Études" (CNE) de l'URBSFA, réduisant le football professionnel belge à 24 clubs occupant les deux premiers niveaux et créant trois divisions de football non professionnel (3e, 4e et 5e niveau).

## Organisation
Cette division est organisée en quatre séries de 16 clubs. Ces séries sont régionalisées c'est-à-dire que les clubs sont répartis selon leur appartenance géographiques et/ou linguistiques. Deux séries sont composées de cercles néerlandophones et les deux autres avec des cercles francophones et germanophones.
Les modalités de promotion et de relégation ne sont pas encore connues, mais dans les grandes lignes on sait que les séries néerlandophones alimenteront les séries idoines de Division 2 alors que les séries francophones/germanophones alimenteront la série francophone de Division 2.

### Nourrice
Les deux séries néerlandophones recevront les promus venant des cinq provinces de la Région flamande plus les cercles néerlandophones de la Région de Bruxelles-Capitale.
Les deux séries francophones/germanophones recevront les promus venant des cinq provinces de la Région wallonne y inclus ceux de la Communauté germanophone, plus les cercles francophones de la Région de Bruxelles-Capitale.

### Promus

#### Promus directs
Le champion de chaque série est promu en D2 de son aile linguistique.

#### Tour final

##### VFV
Le 2e classé de chaque série et les trois vainqueurs de période (à partir du 3e du général si un club a remporté plusieurs périodes et/ou termine champion) disputent un tour final à huit. Un tirage au sort désigne l'ordre des matchs.
Ce tour final est disputé en trois tours de matchs à élimination directe en une manche jouée sur le terrain de la première équipe tirée au sort. Le deux vainqueurs de la deuxième journée de ce tour final montent en Division 2 VFV.
Selon les cas de figure, un troisième montant via ce tour final pourrait être désigné au terme de la troisième journée entre les deux perdants de la 2e journée.

##### ACFF
Le 2e classé de chaque série et les trois vainqueurs de période (à partir du 3e du général si un club a remporté plusieurs périodes et/ou termine champion) disputent un tour final à huit. Un tirage au sort désigne l'ordre des matchs.
Ce tour final est disputé en trois tours de matchs à élimination directe en une manche jouée sur le terrain de la première équipe tirée au sort.
Le vainqueur de ce tour final monte en Division 2 ACFF.
Selon les cas de figure, un second montant via ce tour final pourrait être désigné.

### Relégués

#### VFV
Les trois derniers classés de chaque série sont renvoyés dans la Division 1 de leur province d'appartenance.
Un barrage oppose le 13e classé de chaque série pour désigner un descendant supplémentaire éventuel (selon les implications venant des deux niveaux supérieurs)

#### ACFF
Les trois derniers classés (uniquement le dernier classé en 2017) de chaque série sont renvoyés dans la Division 1 de leur province d'appartenance.
Un barrage oppose le 13e classé de chaque série pour désigner un descendant supplémentaire éventuel (selon les implications venant des deux niveaux supérieurs)

## Montée depuis les Provinces
Au terme de la saison 2016-2017, les neuf champions provinciaux accèdent directement à la Division 3.
Depuis la fin de la saison 2017-2018, les dix champions provinciaux sont promus en D3. En effet, la Province de Brabant jusqu'alors unitaire est scindée en deux ailes linguistiques après à partir du 1er juillet 2017. On a alors une P1 Brabant flamand et une P1 Brabant wallon. Les clubs bruxellois choisissent leur appartenance "VFV" ou "ACFF". Dans une grande majorité, ils optent pour l'ACFF.

### Tour final interprovincial
Dans chaque aile linguistique, un Tour final interprovincial est disputé afin de désigner un ou plusieurs montants supplémentaires.

## Historique des clubs participants - VV
Dans les tableaux ci-après, les différents totaux prennent en compte la saison 2023-2024.

### Légende
|                 | clubs participant à la D3 2023-2024                                                                               |
|                 | club(s) n'existant plus en 2023-2024                                                                              |
| F               | clubs fondateurs de la D3 en 2016-2017.                                                                           |
| en augmentation | club arrivé en, ou ayant quitté, la D3 par une montée.                                                            |
| en diminution   | club arrivé en, ou ayant quitté, la D3 par une descente.                                                          |
| I, II, III, IV  | autre(s) niveau(x) au(x)quel(s) le club concerné a déjà évolué ; respectivement du 1er au 4e niveau hiérarchique. |

### Province d'Anvers
| #  | Mat. | Nom                                                  | Total en nationale | Total en D3 | Toute 1er saison en D3 | Dernière saison en D3 | En D3 depuis | Série de saisons en cours | Autres niveaux nationaux | Remarques                    |
| -- | ---- | ---------------------------------------------------- | ------------------ | ----------- | ---------------------- | --------------------- | ------------ | ------------------------- | ------------------------ | ---------------------------- |
| 1  | 13   | Koninklijke Beerschot Antwerpen Club U23             | 2                  | 1           | 2023-2024              |                       | 2023-2024    | 1er saison                | IV                       |                              |
| 2  | 25   | Koninklijke Racing Club Mechelen                     | 103                | 4           | F 2016-2017            | 2021-2022             | ‍             |                           | I, II, III, IV           |                              |
| 3  | 148  | Kempische Football Club Turnhout                     | 95                 | 5           | F 2016-2017            |                       | 2023-2024    | 5e saison                 | I, II, III, IV           |                              |
| 4  | 342  | Koninklijke Sport Vereniging Bornem                  | 38                 | 2           | 2018-2019              | 2019-2020             |              |                           | III, IV                  |                              |
| 5  | 544  | Koninklijke Sport Club City Pirates                  | 43                 | 2           | F 2016-2017            | 2019-2020             |              |                           | II, III, IV              |                              |
| 6  | 844  | Football Club Wezel Sport                            | 51                 | 1           | 2022-2023              | 2022-2023             |              |                           | II, III, IV              |                              |
| 7  | 1065 | Koninklijke Football Club Nijlen                     | 38                 | 7           | F 2016-2017            |                       | 2020-2021    | 4e saison                 | III, IV                  |                              |
| 8  | 1085 | Koninklijke Ternesse Voetbal Vereniging Wommelgem    | 6                  | 2           | 2017-2018              | 2018-2019             |              |                           | III, IV                  |                              |
| 9  | 1124 | Koninklijke Football Club Zwarte Leeuw               | 47                 | 6           | 2018-2019              |                       | 2018-2019    | 6e saison                 | II, III, IV              |                              |
| 10 | 1357 | Koninklinke Football Club Sint-Lenaarts              | 17                 | 7           | F 2016-2017            |                       | 2018-2019    | 6e saison                 | IV                       |                              |
| 11 | 2065 | Koninklijke Witgoor Sport Dessel                     | 50                 | 3           | 2019-2020              |                       | 2019-2020    | 5e saison                 | III, IV                  |                              |
| 12 | 2169 | Allemaal Samen Verbroedering Geel                    | 45                 | 2           | 2022-2023              |                       | 2022-2023    | 2e saison                 | II, III, IV              |                              |
| 13 | 2216 | Koninklijke Football Club De Kempen Tielen-Lichtaart | 5                  | 2           | 2020-2021              | 2021-2022             |              |                           | IV                       |                              |
| 14 | 2391 | Koninklijke Voetbal Vereniging Vosselaar             | 21                 | 1           | F 2016-2017            | 2016-2017             |              |                           | III, IV                  |                              |
| 15 | 2618 | Koninklijke Voetbal Club Lille United                | 17                 | 2           | 2020-2021              | 2021-2022             |              |                           | IV                       | K. FC Lille avant 2020-2021. |
| 16 | 3057 | Koninklijke Berg en Dal Voetbalvereniging            | 2                  | 1           | 2023-2024              |                       | 2023-2024    | 1er saison                |                          |                              |
| 17 | 4481 | Koninklijke Football Club Houtvenne                  | 8                  | 5           | F 2016-2017            | 2022-2023             |              |                           | IV                       |                              |
| 18 | 5719 | Football Club Mariekerke                             | 3                  | 2           | F 2016-2017            | 2017-2018             |              |                           | IV                       |                              |
| 19 | 7734 | Football Club Berlaar-Heikant                        | 2                  | 2           | 2020-2021              | 2021-2022             |              |                           |                          |                              |
| 20 | 7776 | Koninklijke Lyra-Lierse Berlaar                      | 30                 | 2           | 2018-2019              | 2019-2020             |              |                           | III, IV                  |                              |
| 21 | 9364 | Voetbalclub Herentals                                | 2                  | 1           | 2017-2018              | 2017-2018             |              |                           |                          |                              |

### Province de Brabant flamand
| #  | Mat. | Nom                                        | Total en nationale | Total en D3 | Toute 1er saison en D3 | Dernière saison en D3 | En D3 depuis | Série de saisons en cours | Autres niveaux nationaux | Remarques                 |
| -- | ---- | ------------------------------------------ | ------------------ | ----------- | ---------------------- | --------------------- | ------------ | ------------------------- | ------------------------ | ------------------------- |
| 1  | 41   | Koninklijke Football Club Diest            | 64                 | 6           | F 2016-2017            |                       | 2020-2021    | 4e saison                 | I, II, III, IV           | TFI 2018-2019             |
| 2  | 1002 | Koninklijke Olympia Voetbalclub Sterrebeek | 6                  | 2           | F 2016-2017            | 2017-2018             |              |                           | IV                       |                           |
| 3  | 1021 | Koninklijke Sport Club Grimbergen          | 32                 | 1           | 2017-2018              | 2017-2018             |              |                           | III, IV                  |                           |
| 4  | 1349 | Koninklijke Olympia Sporting Club Wijgmaal | 41                 | 1           | 2022-2023              | 2022-2023             |              |                           | III, IV                  |                           |
| 5  | 1740 | Eendracht Racing Club Hoeilaart            | 1                  | 1           | 2017-2018              | 2017-2018             |              |                           |                          |                           |
| 6  | 2615 | Koninklijke Sporting Kampenhout            | 11                 | 3           | 2017-2018              | 2022-2023             |              |                           | IV                       |                           |
| 7  | 3155 | Koninklijke Hoger-Op Wolvertem Merchtem    | 15                 | 8           | F 2016-2017            |                       | F 2016-2017  | 8e saison                 | III, IV                  |                           |
| 8  | 3197 | Koninklijke Voetbalclub Woluwe-Zaventem    | 14                 | 2           | 2017-2018              | 2018-2019             |              |                           | II, III, IV              |                           |
| 9  | 3634 | Koninklijke Athletiek Club Betekom         | 14                 | 7           | F 2016-2017            |                       | 2018-2019    | 6e saison                 | IV                       |                           |
| 10 | 3887 | Koninklijke Diegem Sport                   | 39                 | 2           | F 2016-2017            | 2017-2018             |              |                           | III, IV                  |                           |
| 11 | 4759 | Koninklijke Football Club Eppegem          | 7                  | 6           | F 2016-2017            | 2022-2023             |              |                           | IV                       |                           |
| 12 | 5661 | Koninklijke Football Club Wambeek-Ternat   | 1                  | 1           | 2023-2024              |                       | 2023-2024    | 1er saison                |                          |                           |
| 13 | 7741 | Sport Kring Pepingen-Halle                 | 8                  | 3           | F 2016-2017            |                       | 2023-2024    | 3e sainson                | IV                       | 2016-17 comme FC Pepingen |
| 14 | 8522 | Voetbal Klub Linden                        | 1                  | 1           | 2019-2020              | 2019-2020             |              |                           |                          |                           |
| 15 | 8715 | Tempo Overijse                             | 21                 | 4           | 2019-2020              | 2022-2023             |              |                           | III, IV                  |                           |

### Province de Flandre occidentale
| #  | Mat. | Nom                                             | Total en nationale | Total en D3 | Toute 1er saison en D3 | Dernière saison en D3 | En D3 depuis | Série de saisons en cours | Autres niveaux nationaux | Remarques                |
| -- | ---- | ----------------------------------------------- | ------------------ | ----------- | ---------------------- | --------------------- | ------------ | ------------------------- | ------------------------ | ------------------------ |
| 1  | 48   | Koninklijke Sporting Club Blankenberge          | 27                 | 1           | 2023-2024              |                       | 2023-2024    | 1er saison                | II, III, IV              |                          |
| 2  | 56   | Koninklijke Sport Club Toekmost Menen           | 60                 | 1           | 2017-2018              | 2017-2018             | ‍             |                           | II, III, IV              |                          |
| 3  | 100  | Voetbal Klub Westhoek                           | 50                 | 1           | 2023-2024              |                       | 2023-2024    | 1er saison                | III, IV                  |                          |
| 4  | 822  | Torhout 1992 Koninklijke Maatschappij           | 32                 | 4           | 2018-2019              | 2021-2022             | ‍             |                           | III, IV                  |                          |
| 5  | 1955 | Koninklijke Sport Kring Vlamertinge             | 2                  | 2           | F 2016-2017            | 2017-2018             |              |                           |                          |                          |
| 6  | 2533 | Koninklijke Voetbalvereniging Sint-Denijs Sport | 1                  | 1           | 2023-2024              |                       | 2023-2024    | 1er saison                |                          |                          |
| 7  | 3694 | Koninklijke Eendracht Wervik                    | 23                 | 5           | F 2016-2017            |                       | 2022-2023    | 2e saison                 | III, IV                  |                          |
| 8  | 5181 | Koninklijke Sportvereniging Rumbeke             | 1                  | 1           | 2022-2023              | 2022-2023             |              |                           |                          | TFI VV 2021-2022         |
| 9  | 5216 | Koninklijke Voetbalclub Wingene                 | 4                  | 3           | 2017-2018              | 2019-2020             |              |                           | IV                       |                          |
| 10 | 5956 | Sport Vereniging Oostkamp                       | 4                  | 4           | 2018-2019              | 2021-2022             |              |                           | III                      |                          |
| 11 | 6039 | Koninklijke Sport Kring Voorwaarts Zwevezele    | 2                  | 1           | 2018-2019              | 2018-2019             |              |                           | IV                       |                          |
| 12 | 6040 | Koninklijke Sport Kring Oostnieuwkerke          | 9                  | 1           | 2019-2020              | 2019-2020             |              |                           | IV                       |                          |
| 13 | 6122 | Koninklijke Sportvereniging Anzegem             | 3                  | 3           | 2020-2021              | 2022-2023             |              |                           |                          | Disparu                  |
| 14 | 6381 | Koninklijke Sporting Club Wielsbeke             | 19                 | 3           | 2022-2023              |                       | 2022-2023    | 2e saison                 | III, IV                  |                          |
| 15 | 8264 | Sportkring Roeselare                            | 2                  | 2           | 2022-2023              |                       | 2022-2023    | 2e saison                 |                          |                          |
| 16 | 9441 | Olympic Molen Sport Ingelmunster                | 5                  | 1           | F 2016-2017            | 2016-2017             |              |                           | IV                       | Fusion avec K. FC Izegem |

### Province de Flandre orientale
| #  | Mat. | Nom                                             | Total en nationale | Total en D3 | Toute 1er saison en D3 | Dernière saison en D3 | En D3 depuis | Série de saisons en cours | Autres niveaux nationaux | Remarques                        |
| -- | ---- | ----------------------------------------------- | ------------------ | ----------- | ---------------------- | --------------------- | ------------ | ------------------------- | ------------------------ | -------------------------------- |
| 1  | 38   | Koninklijke Sport Kring Ronse                   | 57                 | 1           | F 2016-2017            | 2016-2017             |              |                           | II, III, IV              |                                  |
| 2  | 95   | Royal Football Club Wetteren                    | 22                 | 4           | F 2016-2017            | 2019-2020             |              |                           | III, IV                  |                                  |
| 3  | 211  | Koninklijke Football Club Vigor Wuitens Hamme   | 77                 | 4           | 2020-2021              |                       | 2020-2021    | 4e saison                 | II, III, IV              |                                  |
| 4  | 1046 | Koninklijke Football Club Eendracht Zele        | 38                 | 1           | F 2016-2017            | 2016-2017             |              |                           | III, IV                  |                                  |
| 5  | 2373 | Koninklijke Voetbal Klub Ninove                 | 37                 | 4           | F 2016-2017            | 2019-2020             |              |                           | III, IV                  |                                  |
| 6  | 3541 | Koninklijke Voetbal Klub Svelta Melsele         | 5                  | 5           | 2017-2018              | 2021-2022             |              |                           |                          |                                  |
| 7  | 3551 | Koninklijke Football Club Merelbeke             | 4                  | 3           | F 2016-2017            | 2019-2020             |              |                           | IV                       |                                  |
| 8  | 3851 | Koninglijke Voetbalvereniging Eendracht Drongen | 1                  | 1           | 2022-2023              | 2022-2023             |              |                           |                          |                                  |
| 9  | 3861 | Eendracht Elene-Grotenberg                      | 2                  | 2           | 2022-2023              |                       | 2022-2023    | 2e saison                 |                          |                                  |
| 10 | 3957 | Koninklijke Voetbalclub Jong Lede               | 29                 | 8           | F 2016-2017            |                       | F 2016-2017  | 8e saison                 | III, IV                  |                                  |
| 11 | 3964 | Koninklijke Football Club Voorde-Appelterre     | 7                  | 3           | 2020-2021              | 2022-2023             |              |                           | IV                       |                                  |
| 12 | 4139 | Koninklijke Football Club Hoger Op Kalken       | 2                  | 2           | 2022-2023              |                       | 2022-2023    | 2e saison                 |                          |                                  |
| 13 | 4165 | Koninklijke Voetbal Vereniging Zelzate          | 2                  | 2           | 2018-2019              | 2019-2020             |              |                           |                          |                                  |
| 14 | 4385 | K. Football Club Sporting Sint-Gillis Waas      | 14                 | 1           | F 2016-2017            | 2016-2017             |              |                           | IV                       |                                  |
| 15 | 4763 | Koninglijke Voetbalvereniging Eendracht Aalter  | 29                 | 2           | 2022-2023              |                       | 2022-2023    | 2e saison                 | IV                       |                                  |
| 16 | 5343 | Erpe-Mere United                                | 4                  | 3           | 2020-2021              |                       | 2023-2024    | 3e saison                 | IV                       | K. RC Bambrugge avant 2020-2021. |
| 17 | 5553 | Koninklijke Olsa Brakel                         | 1                  | 1           | 2019-2020              | 2019-2020             |              |                           |                          |                                  |
| 18 | 5617 | Sport Kring Lochristi                           | 3                  | 3           | 2019-2020              | 2021-2022             |              |                           |                          | 2022, choix de retour en P3.     |
| 19 | 7074 | Koninklijke Sporting Club Dikkelvenne           | 5                  | 2           | F 2016-2017            | 2017-2018             |              |                           | IV                       |                                  |
| 20 | 7850 | Sportkring Berlare                              | 9                  | 1           | F 2016-2017            | 2016-2017             |              |                           | IV                       |                                  |
| 21 | 8552 | Avanti Stekene                                  | 7                  | 7           | 2017-2018              |                       | 2017-2018    | 7e saison                 |                          |                                  |
| 22 | 8601 | Football Club Lebbeke                           | 18                 | 6           | F 2016-2017            | 2021-2022             |              |                           | III, IV                  |                                  |
| 23 | 9264 | Sportkring Sint-Niklaas                         | 21                 | 2           | 2021-2022              | 2021-2022             |              |                           |                          |                                  |

Remarques:
- Le 1er juillet 2021, le K. RC Bambrugge (5343) fusionne avec Mere FC (4057) pour former Erpe-Mere United (5343).

### Province de Limbourg
| #  | Mat. | Nom                                                | Total en nationale | Total en D3 | Toute 1er saison en D3 | Dernière saison en D3 | En D3 depuis | Série de saisons en cours | Autres niveaux nationaux | Remarques        |
| -- | ---- | -------------------------------------------------- | ------------------ | ----------- | ---------------------- | --------------------- | ------------ | ------------------------- | ------------------------ | ---------------- |
| 1  | 232  | Koninklijke Bilzerse Waltwilder Voetbal Vereniging | 20                 | 3           | 2017-2018              | 2019-2020             |              |                           | III, IV                  | Disparu          |
| 2  | 330  | Koninklijke Voetbal Klub Beringen                  | 19                 | 4           | 2019-2020              | 2022-2023             |              | 4e saison                 | III, IV                  |                  |
| 3  | 2428 | Koninklijke Voetbalvereniging Weerstand Koersel    | 2                  | 2           | 2020-2021              | 2021-2022             |              |                           |                          |                  |
| 4  | 2529 | Koninklijke Football Club Esperanza Pelt           | 23                 | 8           | F 2016-2017            |                       | F 2016-2017  | 8e saison                 | IV                       |                  |
| 5  | 2639 | Koninklijke Football Club Eksel                    | 1                  | 1           | 2023-2024              |                       | 2023-2024    | 1er saison                |                          | TFI VV 2022-2023 |
| 6  | 2727 | White Star Schoonbeek Beverst                      | 15                 | 2           | 2022-2023              |                       | 2022-2023    | 2e saison                 | III, IV                  |                  |
| 7  | 2825 | Koninklijke Voetbalkring Wellen                    | 24                 | 8           | F 2016-2017            |                       | F 2016-2017  | 8e saison                 | IV                       |                  |
| 8  | 3904 | Koninklijke Excelsior Sport Kring Leopoldsburg     | 18                 | 3           | F 2016-2017            | 2018-2019             |              |                           | III, IV                  |                  |
| 9  | 4600 | Koninklijke Football Club Heur-Tongeren            | 3                  | 3           | 2017-2018              | 2019-2020             |              |                           | IV                       | Disparu          |
| 10 | 6045 | Koninklijke Football Club Helson Helchteren        | 4                  | 4           | F 2016-2017            | 2019-2020             |              |                           |                          |                  |
| 11 | 7919 | Eendracht Termien                                  | 7                  | 7           | 2017-2018              |                       | 2017-2018    | 7e saison                 |                          |                  |
| 13 | 8250 | Koninklijke Voetbalvereniging Zepperen-Brustem     | 3                  | 1           | 2023-2024              |                       | 2023-2024    | 1er saison                | IV                       |                  |

Remarques:
- Le 1er juillet 2021, K. Bilzerse Waltwilder VV s'associe avec Spouwen-Mopertingen (5775) au niveau de l'équipe Premières qui évolue sous le nom de Belisia Bilzen SV, sous le matricule 5775. Le matricule 232 prend la dénomination de Bilzen Youth pour aligner une équipe « Réserves » et toutes les catégories de jeunes.
- Le 1er juillet 2021, Les deux clubs composants le K. FC Tongeren au niveau de l'équipe « Premières » - K. Heur VV (4600) et K. Sportclub Tongeren (54) - fusionnent sous le matricule 54 qui (re-)devient le K. SK Tongres. L'ancien K. Heur VV (matricule 4600) est démissionné. Plusieurs de ses sympathisants s'associent à une autre initiative de fusion initiée par le VC Jekerelei Vallei (9701). Celui-ci devient le VCJ Heur Sluizen (9701) avec le projet de fusionner avec le Union FC Rutten (6238) et le Valencien VC Piringen (7137) pour former ce qui serait alors le Unico Tongeren en 2022-2023.

## Historique des clubs participants - ACFF

### Province de Brabant wallon
| # | Mat. | Nom                                  | Total en nationale | Total en D3 | Toute 1er saison en D3 | Dernière saison en D3 | En D3 depuis | Série de saisons en cours | Autres niveaux nationaux | Remarques                             |
| - | ---- | ------------------------------------ | ------------------ | ----------- | ---------------------- | --------------------- | ------------ | ------------------------- | ------------------------ | ------------------------------------- |
| 1 | 75   | Royal Cercle Sportif Brainois        | 36                 | 6           | 2018-2019              |                       | 2018-2019    | 6e saison                 | III, IV                  |                                       |
| 2 | 199  | Royale Association Sportive Jodoigne | 5                  | 5           | 2019-2020              |                       | 2019-2020    | 5e saison                 |                          |                                       |
| 3 | 677  | Royal Racing Club Waterloo           | 4                  | 2           | F 2016-2017            | 2017-2018             |              |                           | IV                       |                                       |
| 4 | 1614 | Royale Union Sportive Rebecquoise    | 6                  | 1           | F 2016-2017            | 2016-2017             |              |                           | IV                       |                                       |
| 5 | 2364 | Royal Football Club Perwez           | 1                  | 1           | 2023-2024              |                       | 2023-2024    | 1er saison                |                          |                                       |
| 6 | 3262 | Royal Wallonia Walhain               | 23                 | 1           | 2019-2020              | 2019-2020             |              |                           | III, IV                  |                                       |
| 7 | 4549 | Wavre Sports Football Club           | 47                 | 4           | F 2016-2017            | 2019-2020             |              |                           | I, II, III, IV           | ex-Racing Jette, RJ Bxl, et RJ Wavre. |

### Région de Bruxelles Capitale
| # | Mat. | Nom                                         | Total en nationale | Total en D3 | Toute 1er saison en D3 | Dernière saison en D3 | En D3 depuis | Série de saisons en cours | Autres niveaux nationaux | Remarques                                |
| - | ---- | ------------------------------------------- | ------------------ | ----------- | ---------------------- | --------------------- | ------------ | ------------------------- | ------------------------ | ---------------------------------------- |
| 1 | 5    | Royal Léopold Football Club                 | 48                 | 5           | F 2016-2017            | 2022-2023             |              |                           | I, II, III, IV           |                                          |
| 2 | 6    | Koninklijke Football Club Rhodienne-De Hoek | 31                 | 2           | 2020-2021              | 2021-2022             |              |                           | III, IV                  |                                          |
| 3 | 474  | Royal SCUP Dieleghem Jette                  | 37                 | 2           | 2018-2019              | 2019-2020             |              |                           | III, IV                  |                                          |
| 4 | 3031 | Royal Olympic Football Club Stockel         | 3                  | 3           | 2018-2019              | 2021-2022             |              |                           |                          |                                          |
| 5 | 4070 | Crossing Schaerbeek                         | 4                  | 4           | 2020-2021              |                       | 2020-2021    | 4e saison                 |                          |                                          |
| 6 | 5479 | Racing White Daring de Molenbeek            | 6                  | 1           | F 2016-2017            | 2016-2017             |              |                           | III, IV                  | Stats après le rachat du matricule 5479. |
| 7 | 7569 | Football Club Ganshoren                     | 9                  | 4           | F 2016-2017            | 2019-2020             |              |                           | IV                       |                                          |
| 8 | 9267 | Football Club Kosova Schaerbeek             | 1                  | 1           | 2019-2020              | 2019-2020             |              |                           |                          |                                          |

### Province de Hainaut
| #  | Mat. | Nom                                          | Total en nationale | Total en D3 | Toute 1er saison en D3 | Dernière saison en D3 | En D3 depuis | Série de saisons en cours | Autres niveaux nationaux | Remarques                        |
| -- | ---- | -------------------------------------------- | ------------------ | ----------- | ---------------------- | --------------------- | ------------ | ------------------------- | ------------------------ | -------------------------------- |
| 1  | 26   | Royal Football Club Tournai                  | 93                 | 7           | F 2016-2017            | 2022-2023             |              | 7e saison                 | I, II, III, IV           |                                  |
| 2  | 69   | Royal Gosselies Sports                       | 20                 | 4           | 2019-2020              | 2022-2023             |              |                           | II, III, IV              |                                  |
| 3  | 94   | RAAL La Louvière                             | 3                  | 1           | 2017-2018              | 2017-2018             |              |                           | IV                       | Stats depuis achat mat. 94.      |
| 4  | 343  | Royal Stade Brainois                         | 20                 | 4           | 2017-2018              |                       | 2017-2018    | 4e saison                 | IV                       | Fusion avec AFC Tubize           |
| 5  | 1708 | Royale Union Saint-Ghislain Tertre-Hautrage  | 7                  | 4           | 2019-2020              | 2022-2023             |              |                           | IV                       |                                  |
| 6  | 3835 | Royale Union Sportive Binche                 | 6                  | 4           | 2017-2018              | 2021-2022             |              |                           | IV                       | R. JE Binchoise avant 2019-2020. |
| 7  | 4143 | Royale Association Sportive Monceau-Châtelet | 2                  | 2           | 2022-2023              |                       | 2022-2023    | 2e saison                 |                          |                                  |
| 8  | 4194 | Renaissance Albert-Elisabeth Club de Mons    | 93                 | 2           | 2020-2021              | 2022-2023             |              |                           | IV, III, II, I           |                                  |
| 9  | 4194 | Royal Albert Quévy-Mons                      | 6                  | 4           | F 2016-2017            | 2019-2020             | F 2016-2017  | ‍                          |                          | Disparu                          |
| 10 | 4395 | Royale Union Sportive Beloeil                | 4                  | 1           | 2023-2024              |                       | 2023-2024    | 1er saison                | IV                       |                                  |
| 11 | 5192 | Royal Francs Borains                         | 6                  | 2           | F 2016-2017            | 2017-2018             |              |                           | IV                       | Stats depuis achat mat. 5192.    |
| 12 | 6464 | Royal Football Club Rapid Symphorinois       | 6                  | 6           | 2018-2019              |                       | 2018-2019    | 6e saison                 |                          |                                  |
| 13 | 6876 | Royale Union Sportive Solrézienne            | 3                  | 2           | F 2016-2017            | 2017-2018             |              |                           | IV                       |                                  |
| 14 | 7021 | Pont-à-Celles (PAC) Buzet                    | 4                  | 3           | 2019-2020              | 2021-2022             |              |                           | IV                       |                                  |
| 15 | 8470 | Cercle Sportif Entité Manageoise             | 8                  | 8           | F 2016-2017            |                       | F 2016-2017  | 8e saison                 |                          |                                  |
| 16 | 9245 | Cercle Sportif Pays Vert Ostiches-Ath        | 6                  | 4           | 2018-2019              |                       | 2018-2019    | 6e saison                 |                          |                                  |
| 17 | 9386 | Football Club Flénu                          | 1                  | 1           | 2023-2024              |                       | 2023-2024    | 1er saison                |                          | TFI ACFF 2022-2023               |

Remarques:
- Le 1er juillet 2021, Le R. Stade Brainois (343) fusionne avec AFC Tubize (5632) pour former Renaissance Union Tubize Braine-le-Comte, sous le matricule 5632. Le matricule 323 devrait être démissionné.

### Province de Liège
| #  | Mat. | Nom                                      | Total en nationale | Total en D3 | Toute 1er saison en D3 | Dernière saison en D3 | En D3 depuis | Série de saisons en cours | Autres niveaux nationaux | Remarques                  |
| -- | ---- | ---------------------------------------- | ------------------ | ----------- | ---------------------- | --------------------- | ------------ | ------------------------- | ------------------------ | -------------------------- |
| 1  | 76   | Royale Union Hutoise                     | 81                 | 8           | F 2016-2017            |                       | F 2016-2017  | 8e saison                 | II, III, IV              | R. FC Huy avant 2022-2023. |
| 2  | 82   | Royal Football Club Herstal              | 58                 | 8           | F 2016-2017            |                       | F 2016-2017  | 8e saison                 | II, III, IV              |                            |
| 3  | 167  | Royal Football Club Seraing U23          | 2                  | 1           | 2023-2024              |                       | 2023-2024    | 1er saison                | IV                       |                            |
| 15 | 172  | Royal Sporting Club Tilffois             | 1                  | 1           | 2024-2025              |                       | 2024-2025    | 1er saison                |                          |                            |
| 4  | 190  | Royal Stade Waremmien Football Club      | 75                 | 1           | 2023-2024              |                       | 2023-2024    | 1er saison                | II, III, IV              |                            |
| 5  | 260  | Royal Football Comblain Banneux Sprimont | 32                 | 6           | 2018-2019              |                       | 2018-2019    | 6e saison                 | III, IV                  |                            |
| 6  | 431  | Royal Football Club Raeren-Eynatten      | 5                  | 5           | 2019-2020              |                       | 2019-2020    | 5e saison                 |                          |                            |
| 7  | 526  | Royal Football Club Union La Calamine    | 29                 | 2           | 2018-2019              | 2022-2023             |              | 1er saison                | III, IV                  |                            |
| 8  | 1352 | Union Royale Sportive Lixhe Visé         | 3                  | 1           | 2017-2018              | 2017-2018             |              |                           | III, IV                  |                            |
| 9  | 1654 | Royale Entente Sportive Wanze-Bas-Oha    | 21                 | 3           | 2020-2021              |                       | 2023-2024    | 1er saison                | III, IV                  |                            |
| 10 | 1979 | Royal Aywaille Football Club             | 16                 | 8           | F 2016-2017            |                       | F 2016-2017  | 8e saison                 | III, IV                  |                            |
| 11 | 2239 | Royal Racing Club Stockay-Warfusée       | 8                  | 2           | 2017-2018              | 2018-2019             |              |                           | IV                       |                            |
| 12 | 2871 | Royal Cercle Sportif de Verlaine         | 6                  | 3           | F 2016-2017            | 2018-2019             |              |                           | III, IV                  |                            |
| 13 | 2913 | Royal Football club Tilleur              | 7                  | 2           | F 2016-2017            | 2017-2018             |              |                           | IV                       |                            |
| 14 | 5779 | Royal Football Club Warnant              | 3                  | 3           | F 2016-2017            | 2019-2020             |              |                           |                          |                            |
| 15 | 6548 | Royale Étoile Elsautoise                 | 3                  | 1           | 2023-2024              |                       | 2023-2024    | 1er saison                | IV                       |                            |
| 15 | 7495 | Entente sportive Football Club du Geer   | 1                  | 1           | 2024-2025              |                       | 2024-2025    | 1er saison                |                          |                            |
| 16 | 9266 | Royal Daring Club de Cointe-Liège        | 3                  | 2           | F 2016-2017            | 2017-2018             |              |                           | IV                       |                            |
| 17 | 9410 | Stade Disonais                           | 2                  | 2           | 2020-2021              | 2021-2022             |              |                           | III                      |                            |
| 18 | 9487 | Football Club Richelle United            | 9                  | 8           | F 2016-2017            |                       | F 2016-2017  | 8e saison                 | IV                       |                            |

### Province de Luxembourg
| #  | Mat. | Nom                                         | Total en nationale | Total en D3 | Toute 1er saison en D3 | Dernière saison en D3 | En D3 depuis | Série de saisons en cours | Autres niveaux nationaux | Remarques                    |
| -- | ---- | ------------------------------------------- | ------------------ | ----------- | ---------------------- | --------------------- | ------------ | ------------------------- | ------------------------ | ---------------------------- |
| 1  | 1590 | Royal Cercle Sportif Libramontois           | 24                 | 1           | 2022-2023              | 2022-2023             |              |                           | III, IV                  |                              |
| 2  | 1962 | Royale Alliance Football Club Oppagne-Wéris | 5                  | 4           | 2018-2019              | 2021-2022             |              |                           | IV                       |                              |
| 3  | 3008 | Royale Entente Durbuy                       | 8                  | 2           | F 2016-2017            | 2022-2023             |              |                           | IV                       |                              |
| 4  | 3093 | Royal Sporting Club Habay                   | 1                  | 1           | 2017-2018              | 2017-2018             |              |                           |                          |                              |
| 5  | 3186 | Royal Racing Club Longlier                  | 6                  | 4           | F 2016-2017            |                       | 2023-2024    | 1er saison                | IV                       |                              |
| 6  | 3201 | Royal Olympic Club Meix-devant-Virton       | 4                  | 4           | 2018-2019              |                       | 2022-2023    | 2e saison                 | IV                       | TFI ACFF 2021-2022           |
| 7  | 3227 | Royale Union Sportive Gouvy                 | 4                  | 4           | 2020-2021              |                       | 2023-2024    | 1er saison                |                          |                              |
| 8  | 3816 | Royal Racing Club Mormont                   | 22                 | 8           | F 2016-2017            |                       | F 2016-2017  | 8e saison                 | IV                       |                              |
| 9  | 4260 | Marloie Sport                               | 4                  | 4           | 2020-2021              |                       | 2020-2021    | 4e saison                 |                          |                              |
| 10 | 4267 | Royale Entente Bertrigeoise                 | 16                 | 2           | F 2016-2017            | 2017-2018             |              |                           | III, IV                  | 2018, choix de retour en P3. |
| 11 | 6237 | Royale Union Sportive Givry                 | 11                 | 4           | 2017-2018              | 2022-2023             |              |                           | IV                       |                              |
| 12 | 6656 | Royale Jeunesse Sportive Habaysienne        | 7                  | 5           | 2019-2020              |                       | 2019-2020    | 5e saison                 | IV                       |                              |
| 13 | 7763 | Football Club Jeunesse Lorraine Arlonaise   | 34                 | 1           | F 2016-2017            | 2016-2017             |              |                           | IV                       |                              |

### Province de Namur
| #  | Mat. | Nom                                        | Total en nationale | Total en D3 | Toute 1er saison en D3 | Dernière saison en D3 | En D3 depuis | Série de saisons en cours | Autres niveaux nationaux | Remarques              |
| -- | ---- | ------------------------------------------ | ------------------ | ----------- | ---------------------- | --------------------- | ------------ | ------------------------- | ------------------------ | ---------------------- |
| 1  | 156  | Union Namur                                | 87                 | 4           | 2017-2018              | 2021-2022             |              |                           | II, III, IV              | 2017-2018, «UR Namur». |
| 2  | 248  | Royale Entente Sportive Couvin-Mariembourg | 17                 | 3           | 2017-2018              |                       | 2022-2023    | 2e saison                 | IV                       |                        |
| 3  | 460  | Royale Union Wallonne Ciney                | 37                 | 3           | 2019-2020              |                       | 2022-2023    | 2e saison                 | III, IV                  |                        |
| 4  | 1899 | Royal Cercle Sportif Condruzien            | 6                  | 1           | 2018-2019              | 2018-2019             |              |                           | IV                       |                        |
| 5  | 2657 | Royal Cercle Sportif Profondeville         | 1                  | 1           | F 2016-2017            | 2016-2017             |              |                           |                          |                        |
| 6  | 2799 | Royale Jeunesse Rochefortoise              | 22                 | 4           | 2019-2020              | 2022-2023             |              |                           | IV                       |                        |
| 7  | 3020 | Royale Jeunesse Aischoise                  | 14                 | 8           | F 2016-2017            |                       | F 2016-2017  | 8e saison                 | IV                       |                        |
| 8  | 3939 | Royale Jeunesse Sportive Taminoise         | 19                 | 7           | F 2016-2017            |                       | 2020-2021    | 4e saison                 | IV                       |                        |
| 9  | 4210 | Royal Arquet Football Club                 | 3                  | 1           | 2023-2024              |                       | 2023-2024    | 1er saison                | IV                       |                        |
| 10 | 4258 | Royal Football Club Spy                    | 4                  | 2           | 2017-2018              | 2019-2020             |              |                           | IV                       |                        |
| 11 | 6626 | Royal Cercle Sportif Onhaye                | 10                 | 7           | F 2016-2017            |                       | 2020-2021    | 7e saison                 | IV                       |                        |

## Palmarès
Au terme de chaque saison, par aile linguistique, il est prévu que les deux vainqueurs de série disputent une finale afin de désigner le "Champion de D3". Aucune finale "nationale" entre les vainqueurs de chaque aile linguistique n'est prévue.

### VFV
Lors des trois premières éditions, les champions respectifs renoncent à disputer le titre de "champion des champions".
- 2016-2017': OMS Ingelmunster (A) et FC Turnhout (B) renoncent à s'affronter.
- 2017-2018 : K. SC Toekomst Menen (A) et K. FC Heur-Tongeren (B) renoncent à s'affronter.
- 2018-2019 : K. FC Merelbeke (A) et K. VK Tienen (B) renoncent à s'affronter.
- 2019-2020 : non joué, saison arrêtée le 12 mars 2020.
- 2020-2021 : non joué, saison annulée.
- 2021-2022 : SV Oostkamp (A) et K. RC Malines (B)
- 2022-2023 : Tempo Overijse (A) et K. FC Wezel Sport (B)

### ACFF
| Saisons   | Type   | Equipe 1                                | Equipe 2                                | 90'                                     | Prol.                                   | T au B                                  |
| 2016-2017 | aller  | R.W.D. Molenbeek                        | Entente Durbuy                          | 3-1                                     |                                         |                                         |
| 2016-2017 | retour | non joué                                | non joué                                | non joué                                |                                         |                                         |
| 2017-2018 | aller  | FC Tilleur                              | RAAL La Louvière                        | 1-1                                     | ......                                  | ......                                  |
| 2017-2018 | retour | RAAL La Louvière                        | FC Tilleur                              | 2-2                                     |                                         |                                         |
| 2018-2019 | aller  | UR Namur FLV                            | R. RC Stockay-Warfusée                  | 1-4                                     | ......                                  | ......                                  |
| 2018-2019 | retour | R. RC Stockay-Warfusée                  | UR Namur FLV                            | 5-0                                     | Forfait                                 | ......                                  |
| 2019-2020 |        | non joué Saison arrêtée le 12 mars 2020 | non joué Saison arrêtée le 12 mars 2020 | non joué Saison arrêtée le 12 mars 2020 | non joué Saison arrêtée le 12 mars 2020 | non joué Saison arrêtée le 12 mars 2020 |
| 2020-2021 |        | non joué Saison annulée                 | non joué Saison annulée                 | non joué Saison annulée                 | non joué Saison annulée                 | non joué Saison annulée                 |
| 2021-2022 |        | Union Namur                             | Stade Disonais                          | 1-1                                     | 4-1                                     |                                         |
| 2022-2023 |        | RAEC Mons                               | R. Jeunesse ochefort                    | 2-2                                     | 4-2                                     |                                         |